# Fully Automatic Installation
Pour les articles homonymes, voir FAI.

Fully Automated Installation (installation entièrement automatisée) est un ensemble de scripts Shell et Perl permettant d'installer et de configurer un système d'exploitation Linux complet rapidement sur un grand nombre d'ordinateurs.
FAI ne permet pour l'instant que d'installer les systèmes
d'exploitation Debian et Ubuntu mais dans la mesure où c'est
un logiciel libre il peut donc être adapté pour installer d'autres
systèmes d'exploitation. Cela a d'ailleurs déjà été fait pour
CentOS, Red Hat et Scientific Linux Cern.
Des logiciels similaires existent pour Red Hat (kickstart), SuSE (YaST et alice), Solaris (Jumpstart) et probablement d'autres systèmes d'exploitation.